# Pleurogonium latimanum
Pleurogonium latimanum là một loài chân đều trong họ Paramunnidae. Loài này được Hansen miêu tả khoa học năm 1916.